# Бертолони, Джузеппе
Джузеппе Бертолони (16 сентября 1804, Сарцана — 19 декабря 1874, Болонья) — итальянский ботаник и энтомолог.
Был профессором ботаники Болонского университета. Его коллекции хранятся в университетском музее. Особенно много работал над флорой и фауной Мозамбика. Являлся членом Итальянского энтомологического общества.
Его отец Антонио Бертолони (1775—1869) был болонским врачом и ботаником.